# Gauliga Hamburg 1942/43
Die Gauliga, korrekt: Gauklasse Hamburg 1942/43 war die erste Spielzeit der Gauklasse Hamburg des NSRL. Kriegsbedingt wurde der Sportbereich Nordmark aufgelöst und die Bereichsliga Nordmark zum Ende der Saison 1941/42 in die drei kleineren Gauligen Hamburg, Mecklenburg und Schleswig-Holstein aufgeteilt. Die Gauliga Hamburg wurde in dieser Saison in einer Gruppe mit zehn Mannschaften ausgespielt. Die Gaumeisterschaft sicherte sich der SC Victoria Hamburg und qualifizierte sich dadurch für die deutsche Fußballmeisterschaft 1942/43, bei der die Hamburger jedoch bereits in der 1. Runde nach 1:5-Auswärtsniederlage gegen Eintracht Braunschweig ausschieden. Abgestiegen sind die Barmbecker SG und Viktoria Wilhelmsburg. Die SG OrPo Hamburg hielt die Klasse, löste ihre Fußballabteilung aber nach Beginn der folgenden Saison auf.

## Teilnehmer
Für die erste Austragung der Gauliga Hamburg qualifizierten sich folgende Mannschaften:
- die vier besten Mannschaften aus dem Bezirk Groß-Hamburg der Gauliga Nordmark 1941/42:
  - Eimsbütteler TV
  - Hamburger SV
  - SC Victoria Hamburg
  - Altona 93
- die drei Staffelsieger der 1. Klasse Groß-Hamburg 1941/42:
  - Viktoria Wilhelmsburg
  - FC St. Pauli
  - SG OrPo Hamburg
- die drei besten Mannschaften der Relegationsrunde:
  - Barmbecker SG
  - Wilhelmsburg 09
  - KSG Sperber/St. Georg

## Gaumeisterschaft
| Pl. | Verein                            | Sp. | S  | U | N  | Tore    | Quote | Punkte |
| --- | --------------------------------- | --- | -- | - | -- | ------- | ----- | ------ |
| 1.  | SC Victoria Hamburg               | 18  | 14 | 1 | 3  | 079:250 | 3,16  | 29:70  |
| 2.  | Hamburger SV                      | 18  | 12 | 2 | 4  | 073:190 | 3,84  | 26:10  |
| 3.  | Altona 93                         | 18  | 10 | 3 | 5  | 064:480 | 1,33  | 23:13  |
| 4.  | FC St. Pauli (N)                  | 18  | 9  | 5 | 4  | 048:370 | 1,30  | 23:13  |
| 5.  | Wilhelmsburg 09                   | 18  | 10 | 2 | 6  | 051:400 | 1,28  | 22:14  |
| 6.  | Eimsbütteler TV (M)               | 18  | 7  | 3 | 8  | 041:390 | 1,05  | 17:19  |
| 7.  | SG OrPo Hamburg (N)               | 18  | 7  | 1 | 10 | 041:460 | 0,89  | 15:21  |
| 8.  | KSG Sperber/St. Georg Hamburg (N) | 18  | 4  | 2 | 12 | 027:720 | 0,38  | 10:26  |
| 9.  | Viktoria Wilhelmsburg (N)         | 18  | 4  | 0 | 14 | 026:700 | 0,37  | 08:28  |
| 10. | Barmbecker SG                     | 18  | 3  | 1 | 14 | 036:900 | 0,40  | 07:29  |

| (M) | Titelverteidiger             |
| (N) | Aufsteiger aus der 1. Klasse |

## Aufstiegsrunde
Der einige Monate zuvor neu gebildete LSV Hamburg wurde ohne Qualifikation in die Gauklasse aufgenommen, welche dadurch vorübergehend auf 11 Mannschaften aufgestockt war (bis zum Rückzug der OrPo Mitte September). 
| Platz | Verein                                                   | Spiele | Tore  | Quote | Punkte |
| ----- | -------------------------------------------------------- | ------ | ----- | ----- | ------ |
| 1.    | SK Komet Hamburg (Sieger 1. Klasse Staffel Hammonia)     | 4      | 13:07 | 1,86  | 6:2    |
| 2.    | Hamburg-Eimsbütteler BC (Sieger 1. Klasse Staffel Hansa) | 4      | 13:10 | 1,30  | 4:4    |
| 3.    | Post SV Hamburg (Sieger 1. Klasse Staffel Germania)      | 4      | 03:12 | 0,25  | 2:6    |

Beide Aufsteiger bildeten anschließend Spielgemeinschaften (Komet mit Hermannia Veddel bzw. HEBC mit Sport 01) und traten in der Gauklasse als KSGen an.